# Bracon
Bracon és un municipi francès situat al departament del Jura i a la regió de Borgonya - Franc Comtat. L'any 2007 tenia 290 habitants.

## Demografia

### Població
El 2007 la població de fet de Bracon era de 290 persones. Hi havia 128 famílies de les quals 32 eren unipersonals (20 homes vivint sols i 12 dones vivint soles), 48 parelles sense fills, 40 parelles amb fills i 8 famílies monoparentals amb fills.
La població ha evolucionat segons el següent gràfic:
Habitants censats

### Habitatges
El 2007 hi havia 160 habitatges, 129 eren l'habitatge principal de la família, 13 eren segones residències i 18 estaven desocupats. 136 eren cases i 24 eren apartaments. Dels 129 habitatges principals, 110 estaven ocupats pels seus propietaris, 17 estaven llogats i ocupats pels llogaters i 2 estaven cedits a títol gratuït; 12 tenien dues cambres, 15 en tenien tres, 40 en tenien quatre i 62 en tenien cinc o més. 116 habitatges disposaven pel capbaix d'una plaça de pàrquing. A 60 habitatges hi havia un automòbil i a 58 n'hi havia dos o més.

### Piràmide de població
La piràmide de població per edats i sexe el 2009 era:
| Homes | Edats   | Dones |
| ----- | ------- | ----- |
| 0     | 95 o +  | 0     |
| 0     | 90 a 94 | 0     |
| 0     | 85 a 89 | 0     |
| 0     | 80 a 84 | 4     |
| 4     | 75 a 79 | 12    |
| 4     | 70 a 74 | 12    |
| 12    | 65 a 69 | 8     |
| 12    | 60 a 64 | 20    |
| 4     | 55 a 59 | 12    |
| 8     | 50 a 54 | 8     |
| 24    | 45 a 49 | 12    |
| 16    | 40 a 44 | 8     |
| 4     | 35 a 39 | 4     |
| 8     | 30 a 34 | 16    |
| 8     | 25 a 29 | 8     |
| 16    | 20 a 24 | 12    |
| 20    | 15 a 19 | 8     |
| 0     | 10 a 14 | 8     |
| 4     | 5 a 9   | 0     |
| 20    | 0 a 4   | 4     |

## Economia
El 2007 la població en edat de treballar era de 198 persones, 151 eren actives i 47 eren inactives. De les 151 persones actives 143 estaven ocupades (75 homes i 68 dones) i 8 estaven aturades (4 homes i 4 dones). De les 47 persones inactives 19 estaven jubilades, 17 estaven estudiant i 11 estaven classificades com a «altres inactius».

### Ingressos
El 2009 a Bracon hi havia 132 unitats fiscals que integraven 294 persones, la mediana anual d'ingressos fiscals per persona era de 18.547 €.

### Activitats econòmiques
Dels 20 establiments que hi havia el 2007, 4 eren d'empreses de construcció, 8 d'empreses de comerç i reparació d'automòbils, 1 d'una empresa de transport, 1 d'una empresa d'hostatgeria i restauració, 1 d'una empresa financera, 3 d'empreses de serveis, 1 d'una entitat de l'administració pública i 1 d'una empresa classificada com a «altres activitats de serveis».
Dels 8 establiments de servei als particulars que hi havia el 2009, 1 era un taller de reparació d'automòbils i de material agrícola, 1 taller d'inspecció tècnica de vehicles, 1 paleta, 1 fusteria, 1 lampisteria, 1 electricista, 1 veterinari i 1 restaurant.
Dels 4 establiments comercials que hi havia el 2009, 1 era un supermercat, 1 una botiga de roba, 1 una sabateria i 1 una botiga de material de revestiment de parets i terra.
L'any 2000 a Bracon hi havia 10 explotacions agrícoles que ocupaven un total de 390 hectàrees.

## Poblacions més properes
El següent diagrama mostra les poblacions més properes.